# Alavivo
Alavivo (em latim: Alavivus; m. 376/377) foi um comandante tervíngio durante a entrada de seu povo no Império Romano. Suas origens são incertas. Aparece pela primeira vez em 376, quando liderou as negociações com o imperador Valente (r. 364–378) para que seu povo fosse assentado nos domínios imperiais.
Em solo romano, os tervíngios sofreram muitas provações devido ao mau tratamento dos oficiais romanos. Alavivo e Fritigerno foram convidados para um banquete reconciliatório em Marcianópolis pelo general Lupicino, porém devido aos distúrbios causados por alguns godos famintos, Alavivo foi morto ou aprisionado e Fritigerno escapou por pouco.

## Antecedentes

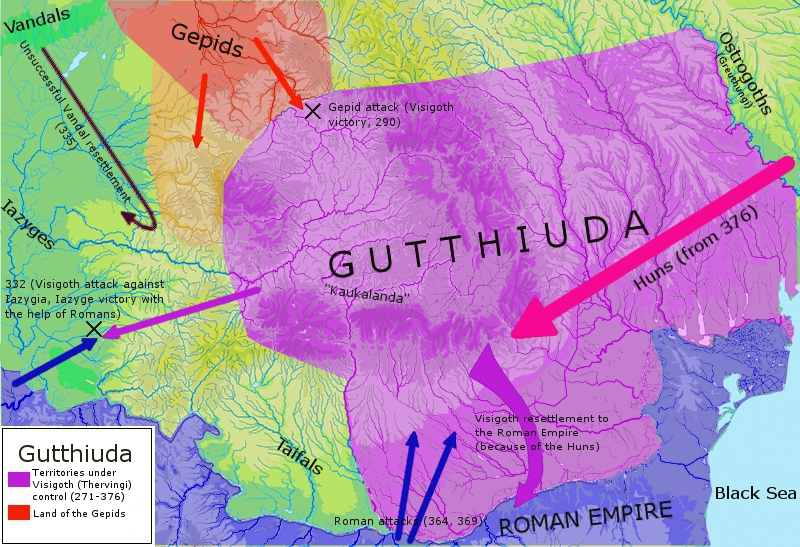
Panorama político do Danúbio Inferior no século IV. As incursões hunas resultaram na migração dos tervíngios em direção à fronteira romana no Danúbio e sua subsequente incorporação em solo romano

No final da década de 360, os tervíngios sofreram as mazelas da guerra civil. O rei (reiks) Fritigerno havia emergido como rival do juiz Atanarico e advogado da política pró-romana e pró-cristã, uma vez que, segundo o historiador Sozômeno, era católico e, portanto, opôs-se à perseguição deflagada contra os cristãos sob Atanarico. Em meados da década de 370, as invasões hunas criaram novos distúrbios entre os tervíngios, com os invasores pressionando-os militarmente e obrigando os grutungos, outro ramo dos godos, a dirigirem-se à fronteira tervíngia.
Apesar de sua derrota na guerra civil contra Fritigerno, Atanarico ainda era comandante da maior parte dos tervíngios e reuniu um exército para confrontar os invasores. Utilizando-se disso, Fritigerno se recusou a enviar reforços para a expedição. Isso levaria à derrota das forças de Atanarico, que foram forçadas a retirar-se para a Caucalândia, ao passo que também gerou uma crise decorrente da devastação huna. Essa desolação seria igualmente agravada pela devastação decorrente dos conflitos anteriores.

## Vida
Suas origens são incertas. Garcia Moreno sugeriu, mediante a onomástica de seu nome, que teria relações com a dinastia dos Baltos, talvez como um parente próximo de Atanarico, enquanto Wolfram considerou-o pai do futuro rei Alarico (r. 395–410). Ele aparece pela primeira vez no verão de 376, quando Fritigerno havia persuadido muitos dos seguidores de Atanarico a abandoná-lo e então propôs aos tervíngios que solicitassem ajuda aos romanos. Alavivo é citado como líder das negociações que se seguiram, possivelmente por possuir um estatuto aristocrático maior. O historiador romano Amiano Marcelino ao fazer menção a ele estiliza-o como duque. Herwig Wolfram considera que, apesar de não ser mencionado, certamente era um rei.

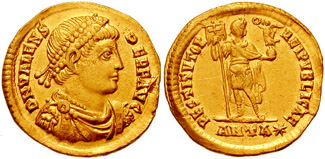
Soldo do imperador Valente r.

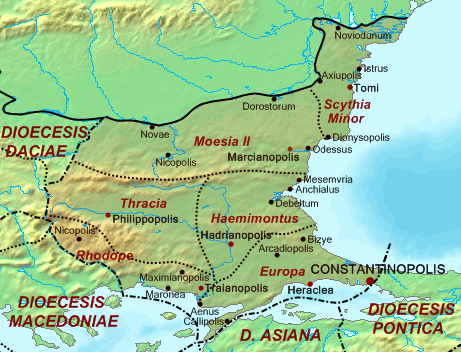
Diocese da Trácia ca. 400

Alavivo e Fritigerno conseguiram a permissão do imperador Valente (r. 364–378), que anos antes havia auxiliado Fritigerno na guerra civil tervíngia, para assentarem-se no império como deditícios ("suplicantes" ou "rendidos"),[a] porém não antes de assegurarem que seu povo seria inteiramente convertido ao arianismo antes de cruzar o Danúbio. Segundo a resposta de Valente, que por esta época estava estacionado em Antioquia, eles seriam assentados na Mésia Secunda e Dácia Ripense e receberiam assistência romana durante a migração através do rio e antes de tornarem-se autossuficientes e serem capazes de prover seu próprio sustento. Por estar em guerra com o Império Sassânida, Valente esperava poder recrutar boa parte dos tervíngios como soldados para fortificar as cidades orientais, bem como se esperava que os demais seriam assentados como fazendeiros e então pagariam impostos.
O plano, contudo, acabou frustrado. Os imigrantes atravessaram próximo de Durostoro (atual Silistra, na Bulgária) e seu número excedeu enormemente a quantidade prevista,[b] tornando insuficiente os suprimentos recolhidos (DeVries sugere suprimentos para 50 000 pessoas), situação agravada pela demora de quase dois meses para a chegada da resposta imperial do Oriente. Outrossim, tirando proveito da consequente fome sentida pelos recém-chegados, os oficiais romanos Lupicino e Máximo conseguiram muito dinheiro com a venda de miúdas quantidades de alimentos e carcaças de cachorros pelo preço da escravização de crianças tervíngias, inclusive aquelas de origem nobre.
Como forma de controlar os contingentes tervíngios inquietos, Lupicino ordenou que as tropas da Trácia fossem direcionadas à escolta dos imigrantes para um acampamento nas cercanias de Marcianópolis. Em Marcianópolis, provavelmente no outono de 376 ou inverno de 376/377, Lupicino convocou Fritigerno e Alavivo para um banquete reconciliatório.[c] Durante a reunião um grupo de godos famintos atacou as proximidades do assentamento e o oficial romano, interpretando como um golpe, mandou seus homens matarem os guardas dos líderes tervíngios. Segundo Jordanes, em meio a confusão, Alavivo foi morto enquanto Fritigerno escapava; para Marcelino, no entanto, Alavivo foi feito prisioneiro e Fritigerno conseguiu convencer Lupicino a deixá-lo ir sob pretexto de poder acalmar seu povo.